# Tuindorp Josephbuurt

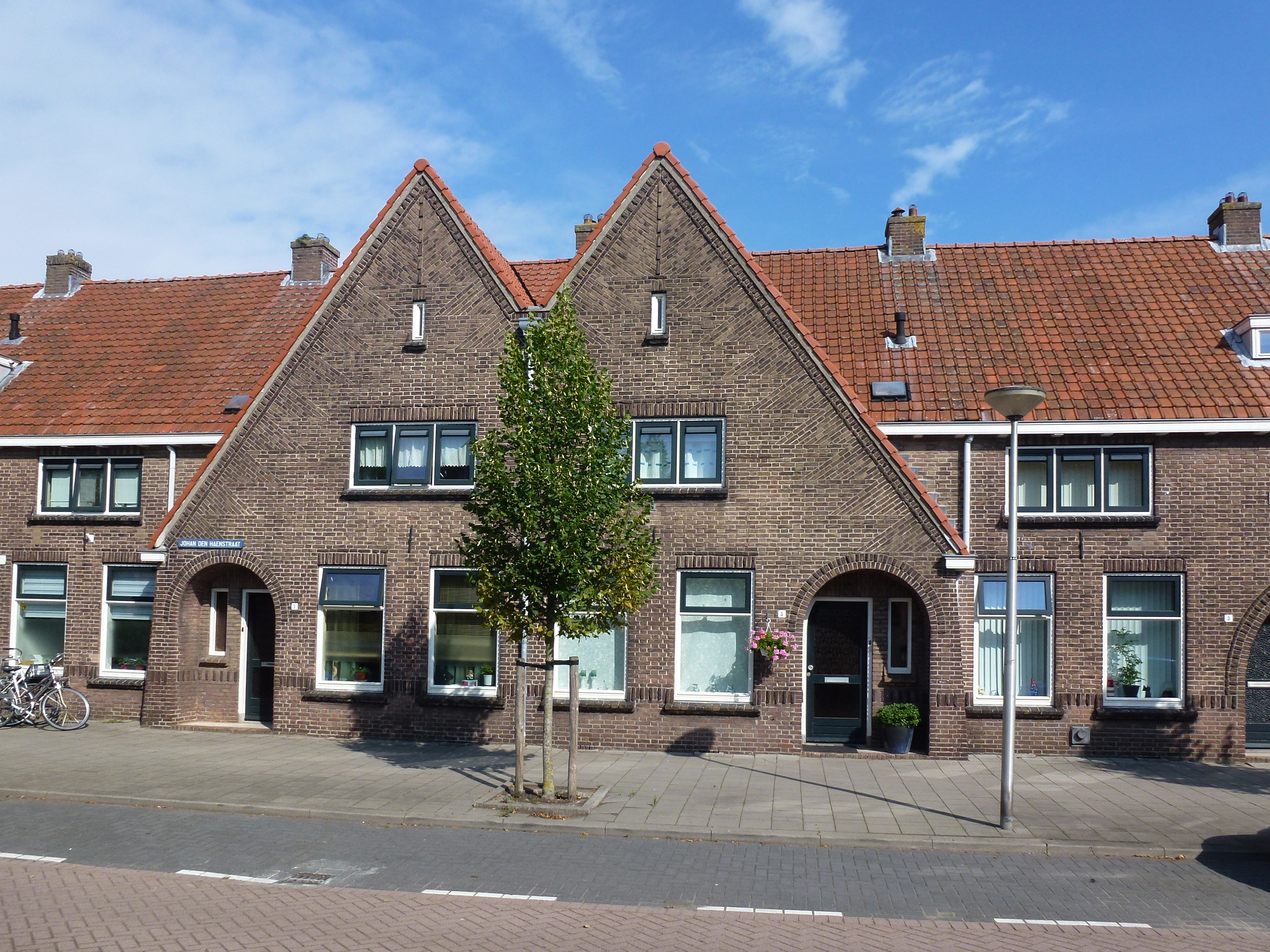
Woonhuis in de Johan den Haenstraat

Tuindorp Josephbuurt, ook wel Josephbouw of Josefbuurt genoemd, is een tuindorp in Gouda in de Nederlandse provincie Zuid-Holland. Het is aangelegd tussen 1921 en 1923 in opdracht van de Rooms Katholieke Woningbouwvereniging Sint Joseph. De architect is Jacobus Petrus Dessing. De Josephbuurt is een gemeentelijk beschermd stadsgezicht.
De volkswoningen bevinden zich in de wijk Kort Haarlem, tussen de Karnemelksloot, IJsselaan en de Burgemeester Martenssingel. Oorspronkelijk waren er 177 woningen. Een aantal panden aan de Karnemelksloot en de Lange van Wijngaerdenstraat moesten plaats maken voor nieuwbouw.

## Geschiedenis
Na het afbreken van de stadsmuren aan het begin van de 19e eeuw, kwam de uitbreiding van de stad Gouda maar langzaam op gang. Door toenemende industrialisatie groeide de arbeidersklasse wat leidde tot de bouw van een groot aantal arbeiderswoningen. Particuliere aannemers realiseerden deze nieuwe woningen, deze waren meestal van een slechte kwaliteit. Om te zorgen voor betere huisvesting, werd de Woningwet in 1901 van kracht. Deze wet zorgde voor een betere kwaliteit nieuwbouw woningen en door steden met meer dan 10.000 inwoners te verplichten een uitbreidingsplan te ontwikkelen, nam de kwantiteit ook toe. In 1903 presenteerde Gouda haar eerste uitbreidingsplan. Deze werd door Gedeputeerde zaken afgekeurd. Een tweede plan in 1908 werd wel goedgekeurd.

## Woningbouwverenigingen
De Woningwet verplichtte aannemers tot het bouwen van betere woningen. Deze wet bevorderde de oprichting van vier woningbouwverenigingen in Gouda. Door verzuiling ontstonden de volgende verenigingen: Het Volksbelang (socialistisch), De Goede Woning (protestant), Sint Joseph (katholiek) en Ons Ideaal (zonder "Zuil"). In 1921 gaf de in 1918 opgerichte Woningbouwvereniging Sint Joseph aan de architect Jacobus Petrus Dessing de opdracht voor het bouwen van 177 arbeiderswoningen in de wijk Kort Haarlem.

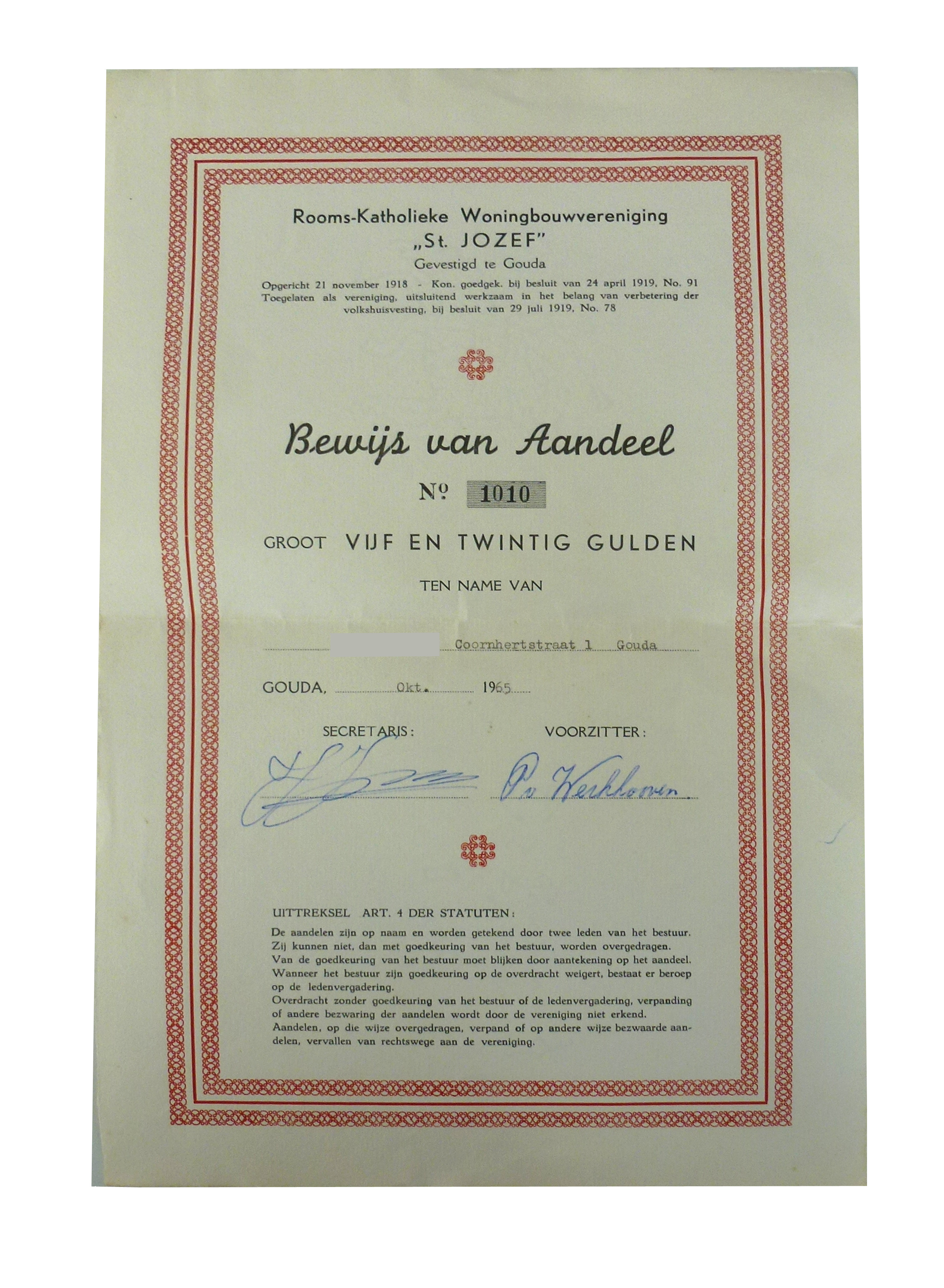
Aandeel op naam uit 1965 van de Woningbouwvereniging St. Jozef

## Aandelen in een woningbouwvereniging
Om in aanmerking te komen voor een woning moest men lid zijn van de juiste zuil. Voor St. Joseph betekende het dat men lid moest zijn van de Katholieke Vakbond of de Rooms Katholieke Werkliedenvereniging. Ieder die lid was kon zich inschrijven voor een woning en werd gelijk aandeelhouder voor 25 gulden. In ruil voor dit bedrag ontving het nieuwe lid een kleurig aandeel. Gedurende de jaren zestig en zeventig werden steeds meer mensen lid. De blijvende woningnood was voor vele woningzoekenden een reden om zich aan te sluiten bij een van de corporaties. Omdat de datum van inschrijving bepaalde wanneer men aan de beurt was voor een woningtoewijzing, schreven ouders hun kinderen al op jonge leeftijd in. Het aandeel had toen zijn beste tijd gehad, aan het begin van de zeventig besloot St. Jozef als eerste om met de aandelen te stoppen. In ruil voor hun aandeel kregen de aandeelhouders, vijf jaar lang gratis lidmaatschap.

## Tuindorp Josephbuurt
In navolging van eerst in Engeland en daarna in Duitsland, ontstonden ook in Nederland naar het gedachtegoed van Ebenezer Howard de eerste tuindorpen. Waren de volkswoningen eerst klein, vochtig en zonder comfort, met smalle straten, de eengezinswoningen in de tuindorpen waren sober maar van goede kwaliteit, ruimer van opzet, met brede straten, veel groen, ieder had een tuintje of een plaatsje. Het eerste tuindorp in Nederland, werd gebouwd in 1911. Het eerste Goudse tuindorp Rode Dorp (Gouda) werd in 1912 gebouwd, de Josephbuurt in 1921-1923.  Op 15 juni 1921 werd door de Goudse deken P. Stroomer de eerste steen gelegd in de gevel van de woningen Zoutmanplein 15 en 16. Het tuindorp de Josephbuurt is ruim van opzet, met brede straten en een centraal plein met veel groen. Er zijn drie winkel- woonhuizen en een eigen transformator huisje voor de wijk. De huizen kennen een grote variatie in bouw, met verspringende geveldelen, verschillende dak vormen en baksteen (kleuren), portiekbogen, luifel/ afdakje boven de voordeur en sier baksteen reliëfs. In het begin waren de huizen alleen beschikbaar voor mensen  van het katholieke geloof, rond 1930 werden ook niet katholieke huurders toegestaan. In de wijk woonden onder andere ambtenaren, arbeiders maar vooral veel ambachtslieden. Tijdens de Tweede Wereldoorlog, kwam er op 6 november 1944 een verdwaalde bom op de Josephbuurt terecht. Er was veel schade maar er waren geen slachtoffers.

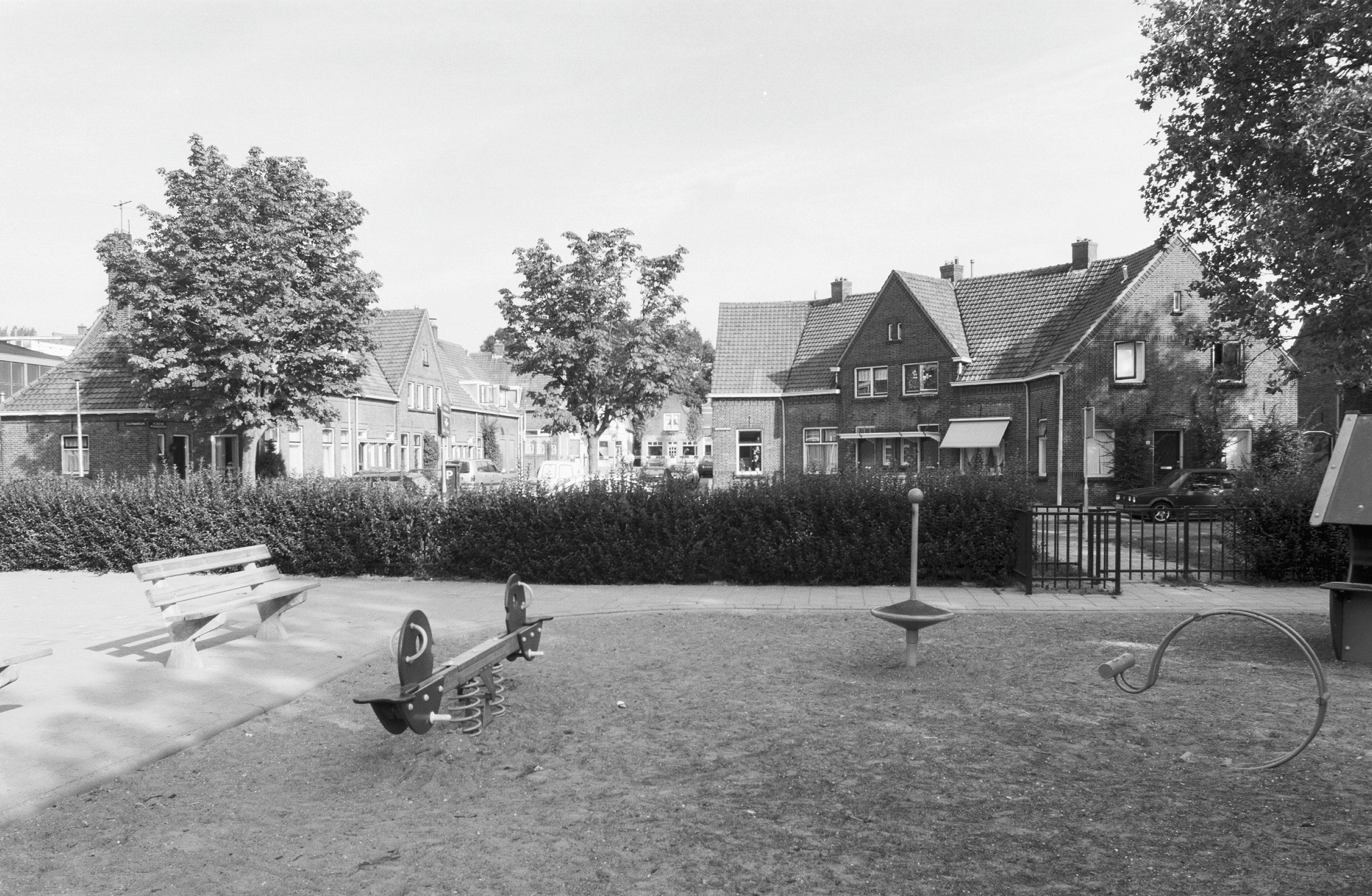
1999, speelplaats Zoutmanplein

## Plein en straten in de Josephbuurt
Onder het gemeentelijke beschermde stadsgezicht Josephbuurt vallen de volgende straten en een plein: 
- Zoutmanplein (18 woningen en 1 woon/winkel) en Zoutmanstraat (15 woningen en 1 woon/winkel) vernoemd naar luitenant-admiraal Johan Arnold Zoutman
- Sint Josephstraat (68 woningen, 1 woon/winkel en een transformatorhuisje) naar de katholieke woningbouwvereniging Sint Joseph
- Coornhertstraat (26 woningen) naar theoloog en wijsgeer Dirck Volkertszoon Coornhert
- mr. D. J. van Heusdestraat (27 woningen) naar kantonrechter mr. Daniel Jacob van Heusde
- De Lange van Wijngaerdenstraat ( 3 woningen) naar stadsgeschiedschrijver mr. Cornelis Joan de Lange van Wijngaerden
- Johan den Haenstraat (4 woningen) naar vice-admiraal Johan den Haen
- Karnemelksloot ( 3 woningen)

Bovenstaande panden staan alle op de Lijst van gemeentelijke monumenten in Gouda. De overige panden in de Josephbuurt, niet.

## Van Sint Joseph naar Mozaïek Wonen

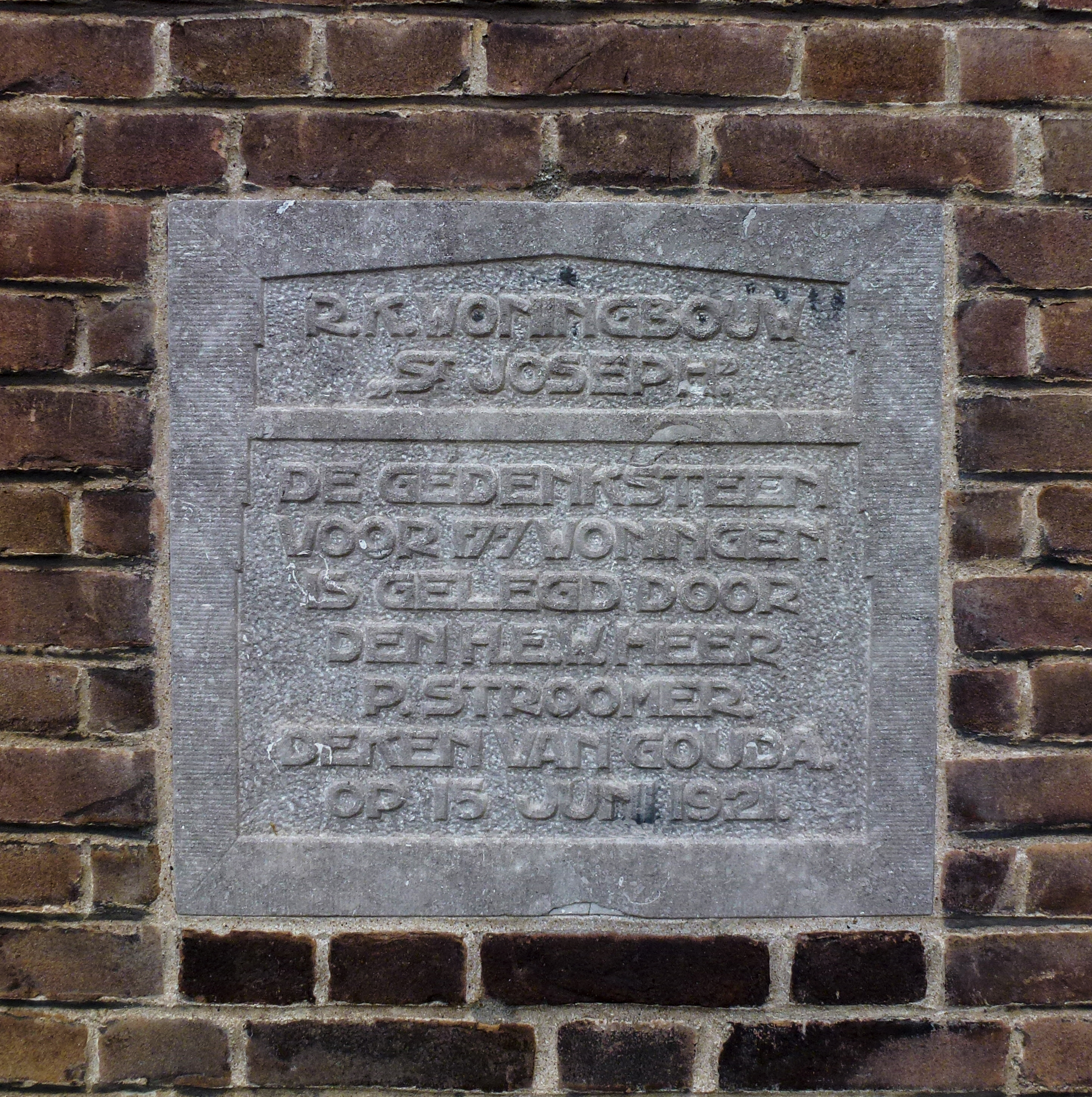
Eerste steen,15 juni 1921

De Woningbouwvereniging Sint Joseph opgericht in 1918 bleef een zelfstandige vereniging tot 15 november 1974. Vanaf dat moment beheerde de Stichting Beheer Sociale Woningbouw (BSW) haar woningen en ook die van de Algemene Woningbouwvereniging Gouda (ontstaan na een samengaan van De Goede woning en Ons Ideaal). In 1991 gingen beide verenigingen samen verder als Woningbouwvereniging Ter Gouw. Deze fusie zou de samenwerking die zij al hadden in de BSW verbeteren en versterken. In 1994 werd Het Volksbelang een stichting. De Wet balanskorting geldelijke steun volkshuisvesting maakte een veranderde organisatiestructuur noodzakelijk. In 2003 werd besloten door het Volksbelang en Ter Gouw om een fusie aan te gaan. De voorlopige organisatienaam was Woningstichting Gouda. Tijdens de fusieonderhandelingen, nam Ter Gouw ook de stichtingsvorm aan. Op 1 januari 2005 gingen beide stichtingen samen verder onder de naam Woningcorporatie Mozaïek Wonen. Mozaïek Wonen is tot op heden de verhuurder van deze monumenten in de Josephbuurt.

## Link
- Lijst van gemeentelijke monumenten in Gouda/Josephbuurt
- Tuinstad

## Bron en Externe link
- N.D.B. Habermehl, De Josephbuurt, een Gouds tuindorp. In 'Tidinge van die Goude', 2004, nr. 2, pp. 41–47.
- 100 jaar Mozaiëk Wonen. Woningbouwvereniging Sint-Joseph, een verzuilde volkshuisvesting pagina 7, 23, 41, 44, 47, 50

## Galerie

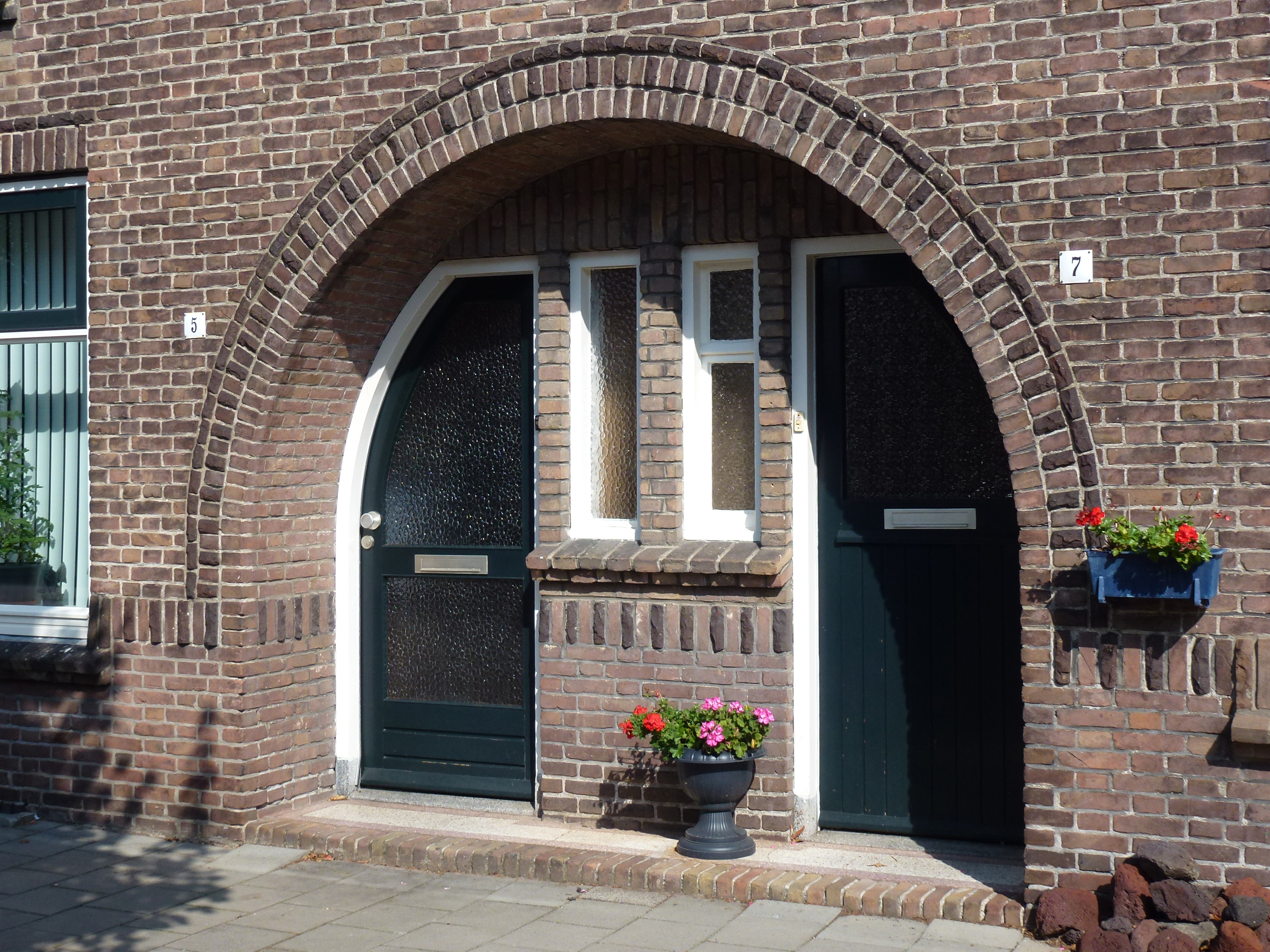
Portiek
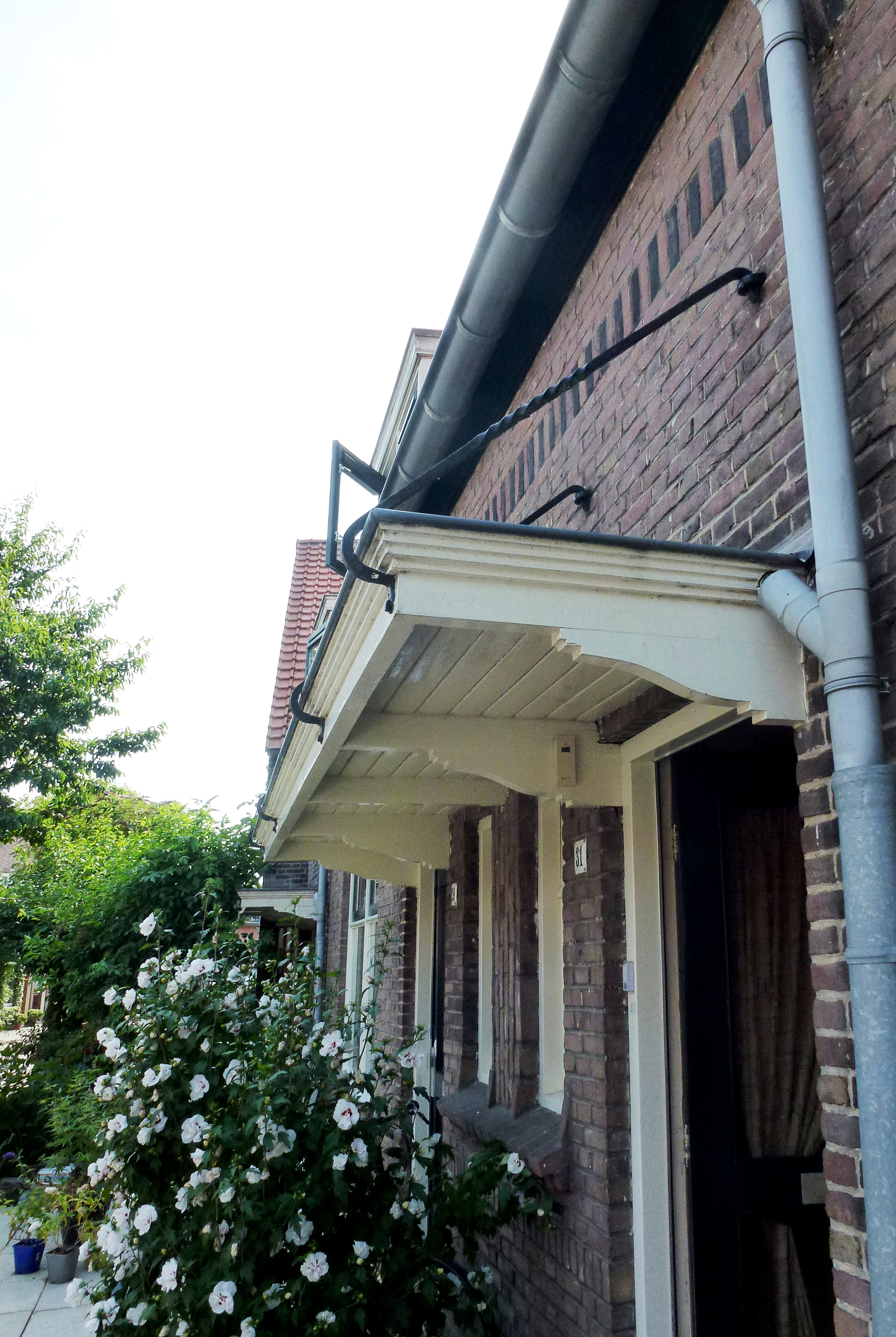
Luifel
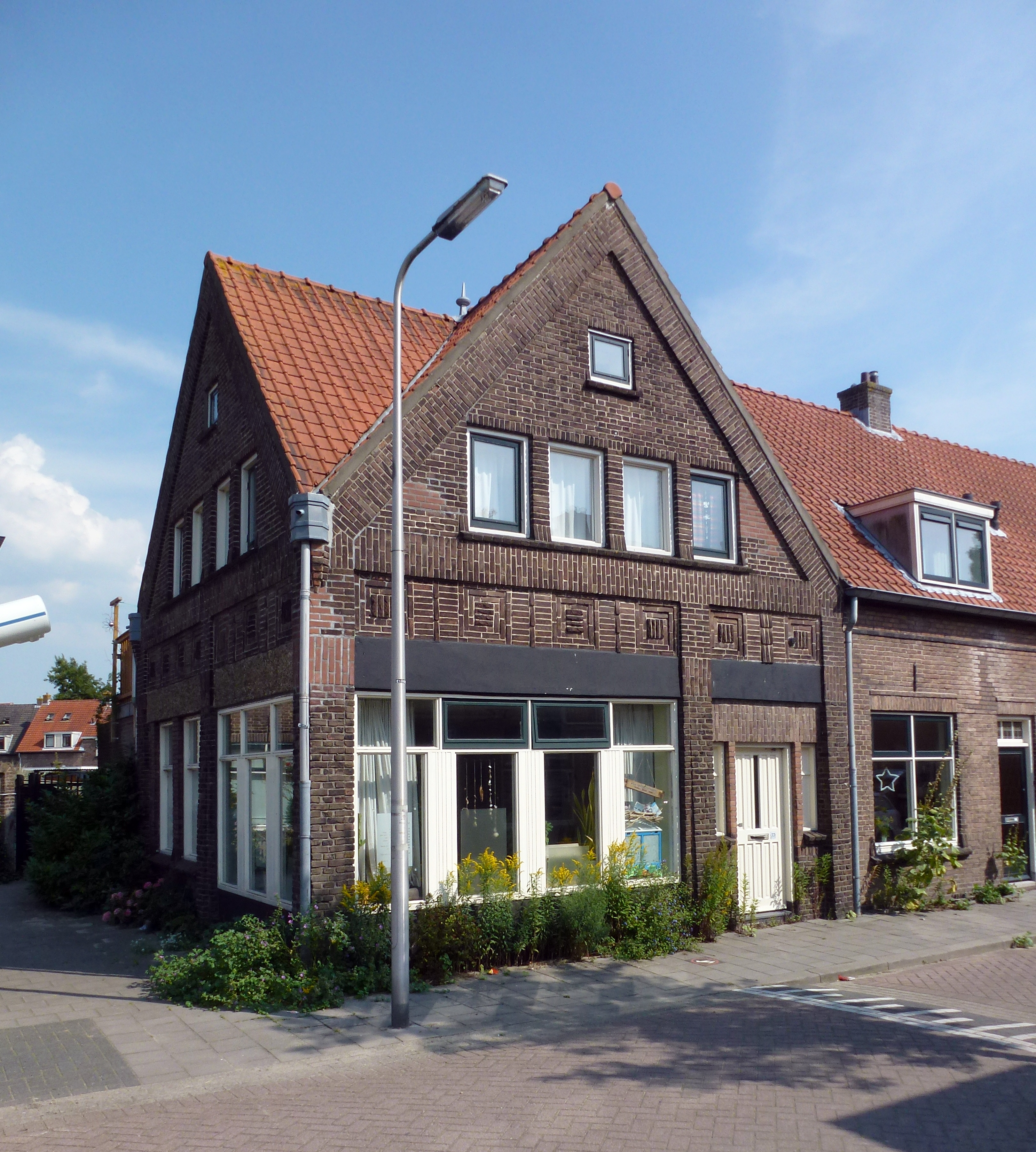
Oorspronkelijk winkel/woonhuis
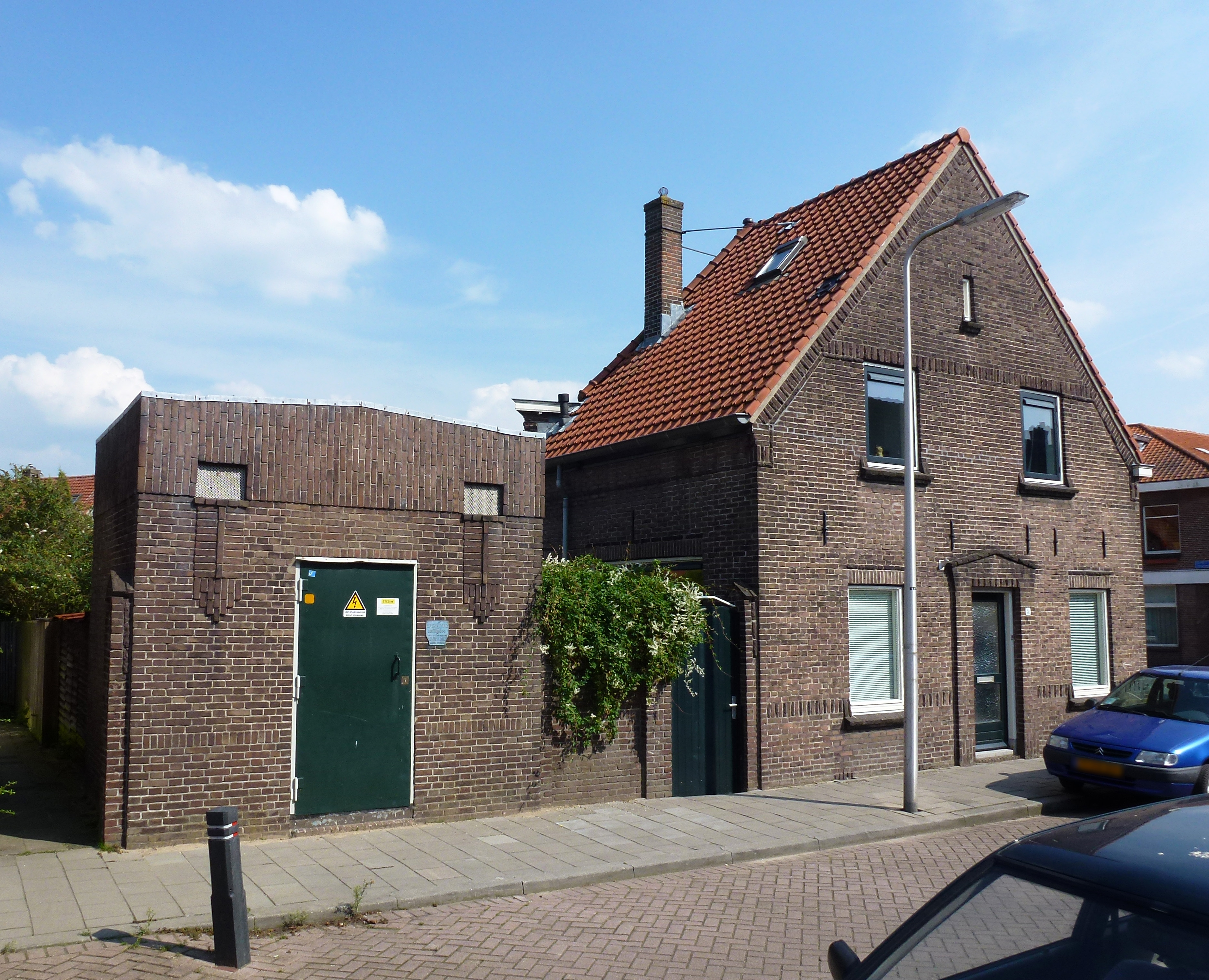
Woonhuis en transformator huisje
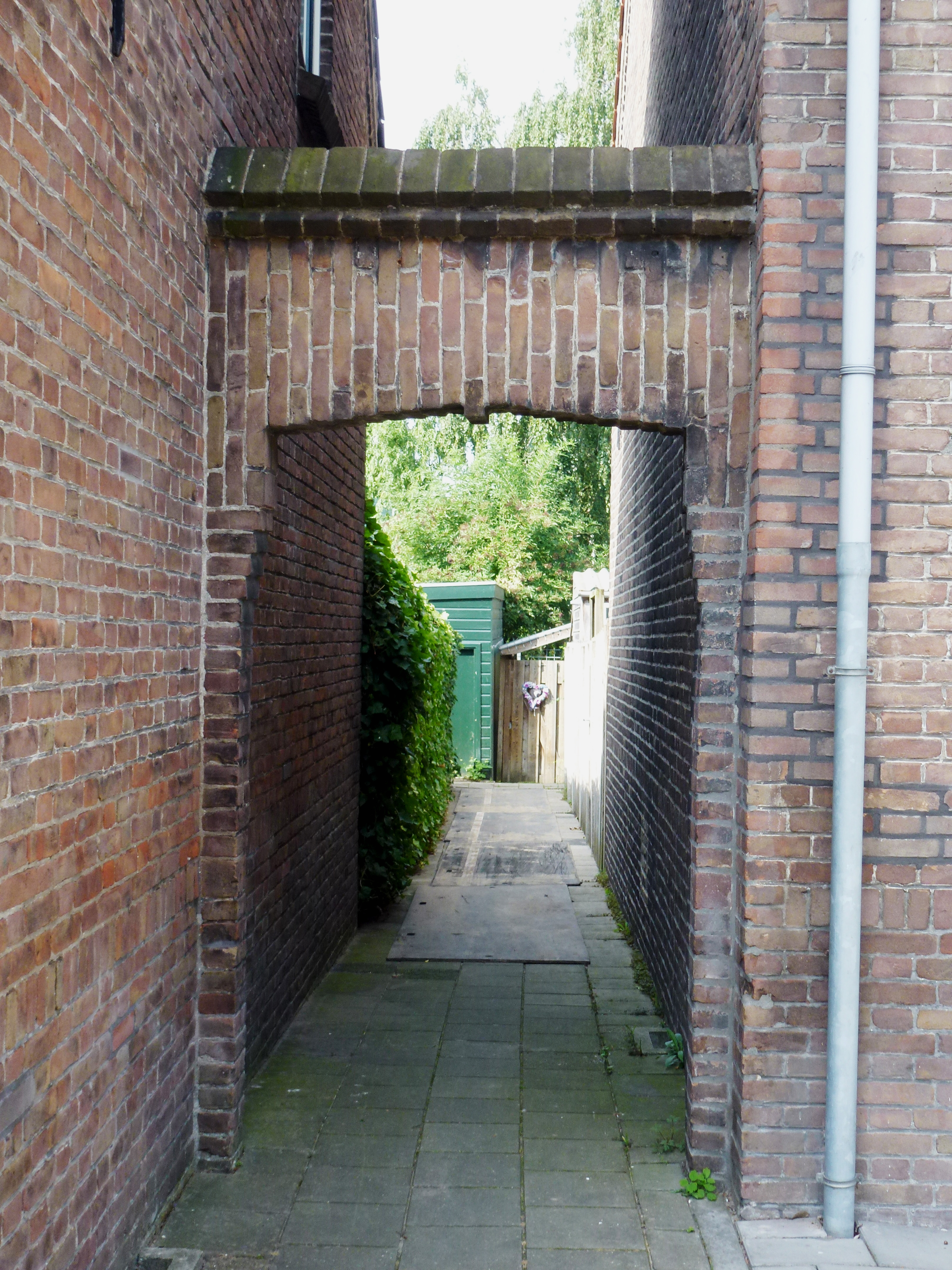
Poortje
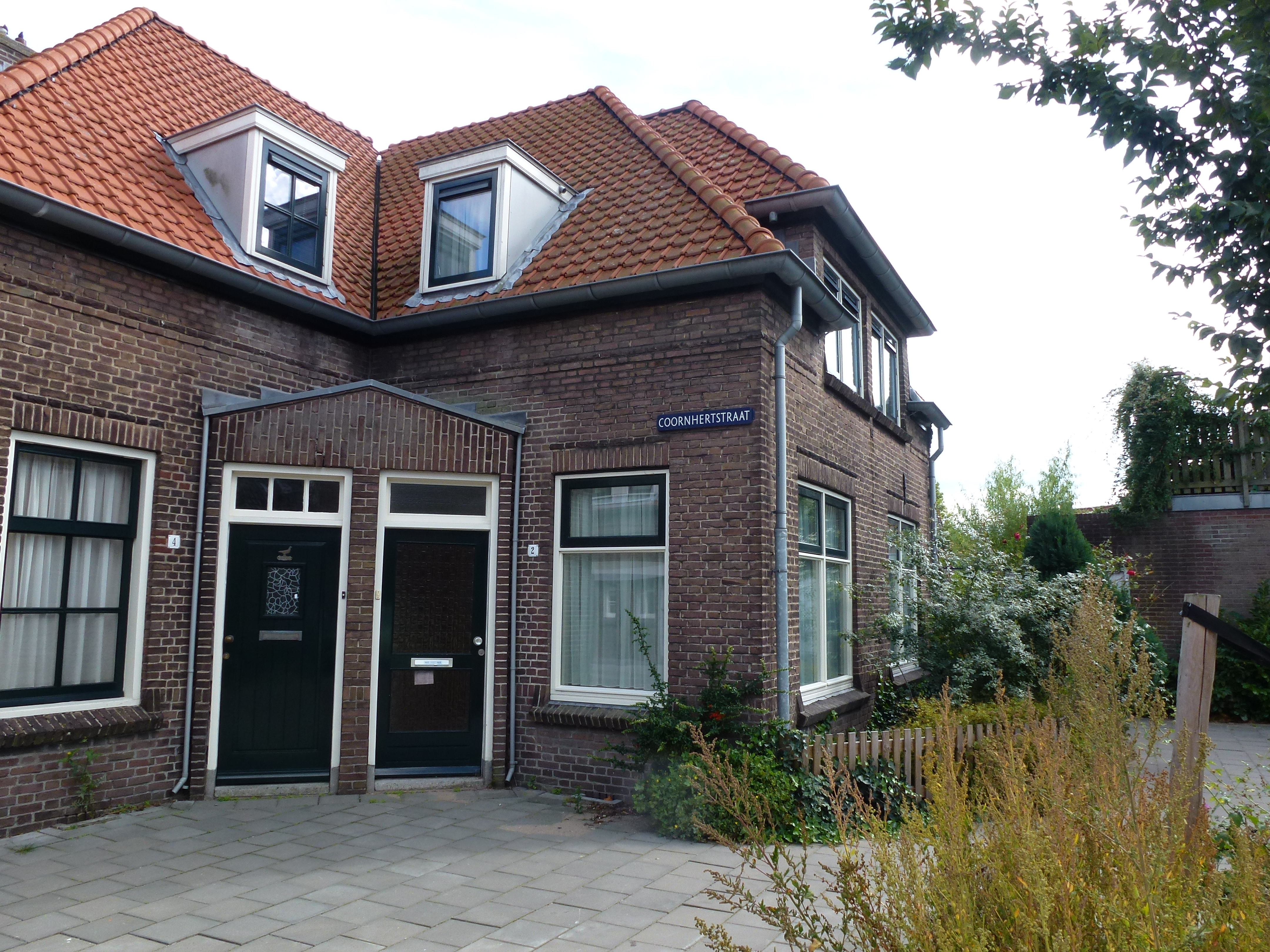
Accent rond twee voordeuren

Binnenstad (incl. Nieuwe Park) · Bloemendaal · Plaswijck · Noord (incl. Achterwillens) · Korte Akkeren · Kort Haarlem (incl. Josephbuurt, Oosterwei, Vreewijk en Voorwillens) · Goverwelle · Stolwijkersluis · Westergouwe (incl. Oostpolder in Schieland met Broek en Broekhuizen)